# New World
För musikalbumet av Lauri Ylönen, se New World (album av Lauri Ylönen). För tidskriften, se New Worlds.
New World var en australisk popgrupp, bildad i Brisbane 1965, bestående av Mel Noonan, John "Fuzzy" Lee och John Kane.
New World skivdebuterade med singeln "Try to Remember" 1969. De reste till Storbritannien 1970 och vann talangtävlingen Opportunity knocks hela nio gånger innan de fick skivkontrakt. Gruppens första hit på englandslistan var en cover av Lynn Andersons "Rose Garden", men deras definitiva genombrott kom med "Tom Tom Turnaround" som blev etta på Tio i topp 1971. Även nästa hitsingel "Sister Jane" blev etta på Tio i topp, men sedan gick det sämre. Gruppen lyckades inte komma in på Tio i topp med singeln "Living Next Door to Alice", som 1976–1977 blev en jättehit med Smokie.
New World släppte sin sista singel 1976.